# Bo Thrige Andersen
Bo Thrige Andersen (født 10. maj 1948, død 14. august 1985) var en dansk trommeslager.
Han blev født 10. maj 1948 på Sankt Lukas Stiftelsen i Hellerup og døbt Thomas Bo Trige Andersen 3. oktober 1948 i Ordrup Kirke som søn af kontorchef Svend Trige Andersen og hustru Grethe Foldskov, Henriettevej 19, Ordrup. Han blev sproglig student fra Ordrup Gymnasium i 1968.
Han blev mest kendt for sit stærkt ekspressive spil med et af den tidlige danskrocks flagskibe, Burnin' Red Ivanhoe. Her var han med i den mest konstante formation, som også talte Karsten Vogel (orgel, saxofon), Kim Menzer (basun, sang, fløjte, m.m.), Jess Stæhr (bas) og Ole Fick (sang, guitar). Bo Thrige Andersen kom endvidere med i den første udgave af videreførelsen af Burnin Red Ivanhoe, som hed Secret Oyster, men hans plads blev der overtaget af Ole Streenberg. Siden kom han med i orkestret Masala Dosa.
Han var allerede i begyndelsen af 1960'erne aktiv på den københavnske avantgardejazz scene – fra 1965 blandt andet som medlem af den markante gruppe The Contemporary Jazz Quintet. Han spillede i disse år sammen med musikere som Franz Beckerlee, Hugh Steinmetz, Niels Harrit og ikke mindst Karsten Vogel.
Onsdag den 14. august 1985 døde Bo Thrige Andersen efter nogen tids sygdom bare 37 år gammel.